# Macrocarpaea gondoloides
Macrocarpaea gondoloides är en gentianaväxtart som beskrevs av Jason Randall Grant. Macrocarpaea gondoloides ingår i släktet Macrocarpaea och familjen gentianaväxter. Inga underarter finns listade i Catalogue of Life.